# Ladislau Lovrenschi
Ladislau Lovrenschi (n. 21 iunie 1932, Timișoara, România – d. 2011) a fost un canotor român, laureat cu argint la Seul 1988 și cu bronz la München 1972.

## Distincții
- Medalia „Meritul Sportiv” clasa I (15 aprilie 1981) „pentru rezultatele deosebite obținute la Jocurile olimpice de vară de la Moscova — 1980, precum și pentru contribuția adusă la dezvoltarea activității sportive și la creșterea prestigiului sportului românesc pe plan internațional”[6]

## Legături externe
- Ladislau Lovrenschi la Comitetul Olimpic și Sportiv Român (arhivat)
- en Ladislau Lovrenschi la Olympedia.org